# Saint-Denis-d'Oléron
Saint-Denis-d'Oléron és un municipi francès situat al departament del Charente Marítim i a la regió de la Nova Aquitània. L'any 2007 tenia 1.231 habitants.

## Demografia

### Població
El 2007 la població de fet de Saint-Denis-d'Oléron era de 1.231 persones. Hi havia 591 famílies de les quals 185 eren unipersonals (52 homes vivint sols i 133 dones vivint soles), 284 parelles sense fills, 85 parelles amb fills i 37 famílies monoparentals amb fills.
La població ha evolucionat segons el següent gràfic:
Habitants censats

### Habitatges
El 2007 hi havia 3.307 habitatges, 601 eren l'habitatge principal de la família, 2.644 eren segones residències i 61 estaven desocupats. 2.661 eren cases i 76 eren apartaments. Dels 601 habitatges principals, 444 estaven ocupats pels seus propietaris, 129 estaven llogats i ocupats pels llogaters i 29 estaven cedits a títol gratuït; 18 tenien una cambra, 54 en tenien dues, 141 en tenien tres, 184 en tenien quatre i 204 en tenien cinc o més. 452 habitatges disposaven pel capbaix d'una plaça de pàrquing. A 330 habitatges hi havia un automòbil i a 203 n'hi havia dos o més.

### Piràmide de població
La piràmide de població per edats i sexe el 2009 era:
| Homes | Edats   | Dones |
| ----- | ------- | ----- |
| 0     | 95 o +  | 1     |
| 4     | 90 a 94 | 6     |
| 17    | 85 a 89 | 26    |
| 22    | 80 a 84 | 14    |
| 44    | 75 a 79 | 78    |
| 36    | 70 a 74 | 61    |
| 62    | 65 a 69 | 40    |
| 31    | 60 a 64 | 31    |
| 52    | 55 a 59 | 46    |
| 30    | 50 a 54 | 41    |
| 34    | 45 a 49 | 40    |
| 54    | 40 a 44 | 38    |
| 36    | 35 a 39 | 35    |
| 23    | 30 a 34 | 21    |
| 26    | 25 a 29 | 28    |
| 14    | 20 a 24 | 16    |
| 36    | 15 a 19 | 48    |
| 28    | 10 a 14 | 50    |
| 26    | 5 a 9   | 31    |
| 4     | 0 a 4   | 26    |

## Economia
El 2007 la població en edat de treballar era de 718 persones, 438 eren actives i 280 eren inactives. De les 438 persones actives 367 estaven ocupades (200 homes i 167 dones) i 71 estaven aturades (30 homes i 41 dones). De les 280 persones inactives 162 estaven jubilades, 38 estaven estudiant i 80 estaven classificades com a «altres inactius».

### Ingressos
El 2009 a Saint-Denis-d'Oléron hi havia 685 unitats fiscals que integraven 1.399,5 persones, la mediana anual d'ingressos fiscals per persona era de 17.957 €.

### Activitats econòmiques
Dels 151 establiments que hi havia el 2007, 4 eren d'empreses alimentàries, 1 d'una empresa de fabricació d'elements pel transport, 24 d'empreses de construcció, 40 d'empreses de comerç i reparació d'automòbils, 4 d'empreses de transport, 35 d'empreses d'hostatgeria i restauració, 1 d'una empresa d'informació i comunicació, 1 d'una empresa financera, 8 d'empreses immobiliàries, 10 d'empreses de serveis, 13 d'entitats de l'administració pública i 10 d'empreses classificades com a «altres activitats de serveis».
Dels 45 establiments de servei als particulars que hi havia el 2009, 1 era una oficina de correu, 1 taller de reparació d'automòbils i de material agrícola, 6 paletes, 5 guixaires pintors, 3 fusteries, 5 lampisteries, 2 electricistes, 1 empresa de construcció, 2 perruqueries, 17 restaurants i 2 agències immobiliàries.
Dels 19 establiments comercials que hi havia el 2009, 1 era una botiga de més de 120 m², 2 botiges de menys de 120 m², 3 fleques, 2 carnisseries, 2 peixateries, 2 llibreries, 6 botigues de material esportiu i 1 un drogueria.
L'any 2000 a Saint-Denis-d'Oléron hi havia 20 explotacions agrícoles que ocupaven un total de 510 hectàrees.

## Equipaments sanitaris i escolars
El 2009 hi havia 1 farmàcia i 1 ambulància.
El 2009 hi havia 1 escola maternal integrada dins d'un grup escolar amb les comunes properes formant una escola dispersa i 1 escola elemental integrada dins d'un grup escolar amb les comunes properes formant una escola dispersa.

## Poblacions més properes
El següent diagrama mostra les poblacions més properes.